# Campionati del mondo di ciclismo su strada 2024 - Cronometro femminile Elite
La trentunesima edizione della cronometro femminile Elite dei Campionati del mondo di ciclismo su strada si svolse il 22 settembre 2024 su un percorso di 29,9 km, con partenza da Gossau e arrivo a Zurigo, in Svizzera. La vittoria è andata all'australiana Grace Brown, la quale ha completato il percorso in 39'16"04, alla media di 45,688 km/h, precedendo l'olandese Demi Vollering e la statunitense Chloé Dygert.
Sul traguardo di Zurigo tutte e 70 le cicliste partenti hanno portato a termine la competizione.

## Classifica (Top 10)
| Pos. | Corridore               | Squadra     | Tempo     |
| ---- | ----------------------- | ----------- | --------- |
| 1    | Grace Brown             | Australia   | 39'16"04  |
| 2    | Demi Vollering          | Paesi Bassi | a 16"79   |
| 3    | Chloé Dygert            | Stati Uniti | a 56"42   |
| 4    | Antonia Niedermaier     | Germania    | a 1'05"10 |
| 5    | Lotte Kopecky           | Belgio      | a 1'39"44 |
| 6    | Christina Schweinberger | Austria     | a 1'44"14 |
| 7    | Anna Henderson          | Regno Unito | a 1'44"39 |
| 8    | Ellen van Dijk          | Paesi Bassi | a 1'47"38 |
| 9    | Juliette Labous         | Francia     | a 1'51"68 |
| 10   | Amber Neben             | Stati Uniti | a 2'20"33 |